# Varjútöviscincér
A varjútöviscincér (Oberea pedemontana) a cincérfélék családjába tartozó, Európában honos, bengeféle cserjéken élő bogárfaj. 

## Megjelenése
A varjútöviscincér testhossza 11-15 mm. Testalkata karcsú, megnyúlt. Az előtor nagyjából négyzetes, a szárnyfedők oldalvonalai szinte végig közel párhuzamosak, a váll után enyhén homorúak. Teste sárga vagy narancssárga, az előtoron nincsenek fekete foltok. A szárnyfedők, a fej és a csápok feketék. A lábszárak vége és a lábfejek, valamint egy nagy, háromszögű folt a mellvégen és a potroh vége teljesen fekete. A pajzsocska és közvetlen környéke háromszögű foltot alkotva szintén sárga. Szárnyfedői durván pontozottak, szőrözete nagyon gyér és fekete. 

## Elterjedése és életmódja
Európában honos, Észak-Olaszországban, a Balkánon és a Kárpát-medence déli részén. Magyarországon ritka, a Duna-Tisza közén (Kalocsa, Hajós) ismertek állományai.
Lárvája a bengefélék közé tartozó cserjék (varjútövis, kutyabenge, stb.) élő ágaiban, hajtásaiban fejlődik. Életciklusa 2 évig tart. Az imágó június-júliusban rajzik. Nappal aktív, többnyire a tápnövényén tartózkodik. 
Magyarországon védett, természetvédelmi értéke 10 000 Ft.